# Weihnachtsmärchen

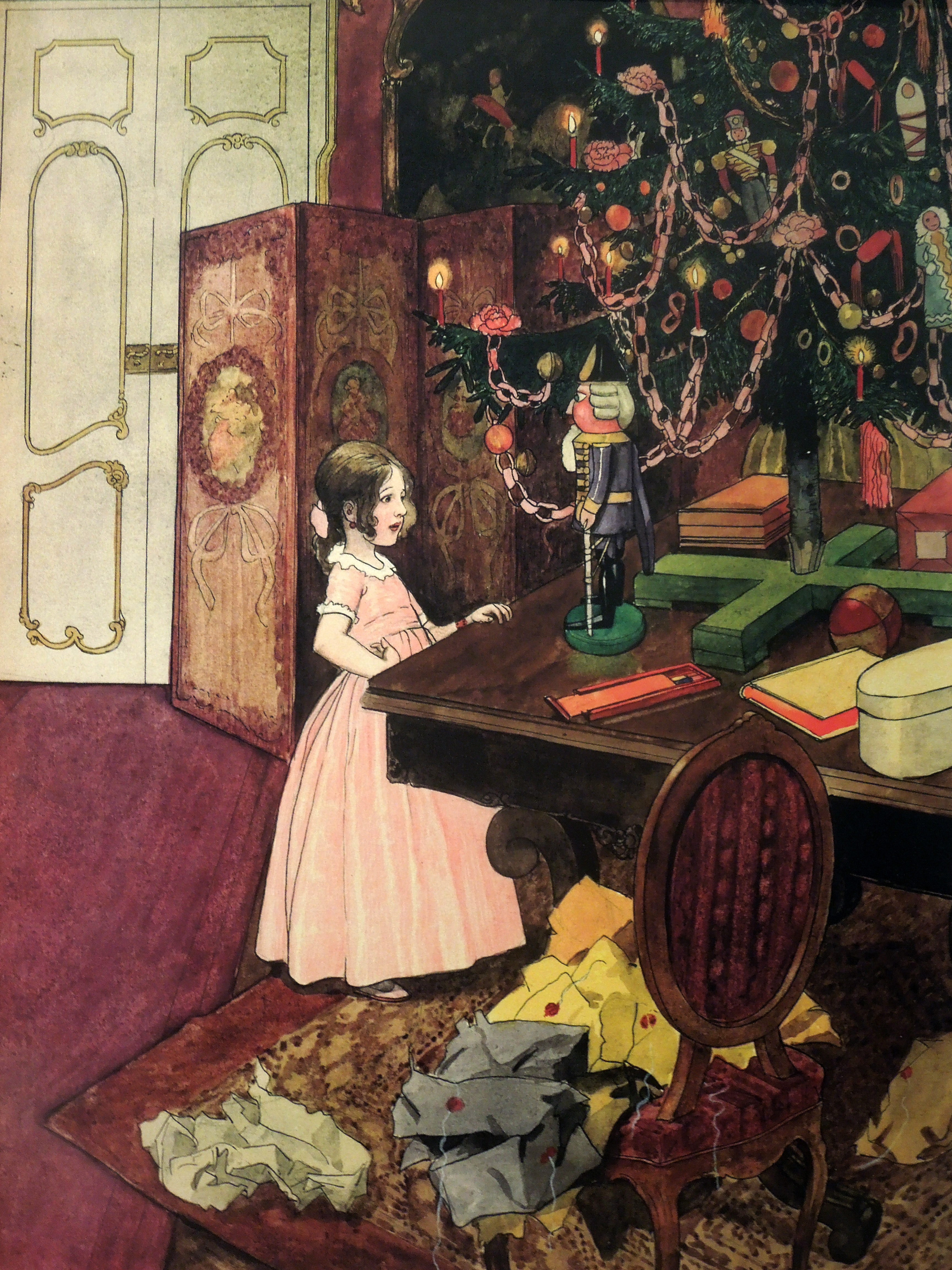
Illustration für „Nussknacker und Mäusekönig“

Bei Weihnachtsmärchen handelt es sich im deutschsprachigen Raum um Märchen, die Weihnachten zum Thema haben oder auch Theaterstücke oder ähnliche Aufführungen speziell in der Weihnachtszeit aufgeführte Märchen.
Zudem wird das Theaterstück A Christmas Carol (deutsch: Ein Weihnachtsmärchen) von Charles Dickens im englischen Sprachraum als das Weihnachtsmärchen schlechthin angesehen. „Nussknacker und Mausekönig“ von E. T. A. Hoffmann gehört ebenfalls zu der weihnachtlichen Tradition, als Märchen, Videofilm oder Ballettaufführung. Das Musikmärchen „Hänsel und Gretel“ von Engelbert Humperdinck wird ebenfalls oft in der Adventszeit aufgeführt.
Stücke, die als Weihnachtsmärchen gespielt werden, sind oft deutsche Märchen, vor allem die der Brüder Grimm, aber auch des Dänen Hans Christian Andersen, wie Die Schneekönigin, Das kleine Mädchen mit den Schwefelhölzern und Der Tannenbaum, Weiterhin zählen Pippi Langstrumpf, Der Zauberer von Oz und Alice im Wunderland zu den Weihnachtsmärchen.
Die Weihnachtsmärchen bilden einen festen Bestandteil des saisonalen Spielplans von Theatern, nicht nur im deutschsprachigen Raum, sondern in vielen weiteren Ländern. In englischsprachigen Ländern gibt es die „Christmas Pantomime“, die nichts mit der Pantomime zu tun hat, sondern eine Form von Weihnachtsmärchen ist, die bestimmten Regeln unterliegt, so z. B. die des Crossdressings oder Elemente des Slapsticks enthält.